# Gymnelia scintillans
Gymnelia scintillans là một loài bướm đêm thuộc phân họ Arctiinae, họ Erebidae.